# Marcel Jean (peintre)
Pour les articles homonymes, voir Marcel Jean.
Marcel Jean né à La Charité-sur-Loire le 16 décembre 1900 et mort à Louveciennes le 4 décembre 1993 est un peintre français, également graveur, médailleur et historien de l'art.
Il est membre en 1932 du groupe surréaliste et de l'Association des écrivains et artistes révolutionnaires.

## Biographie
Marcel Jean étudie à l'École nationale supérieure des arts décoratifs de Paris. Il se lie avec le groupe Octobre.
D'abord dessinateur pour tissus, il vit à Budapest de septembre 1938 à 1945, où il travaille pour le compte d'une usine de textile.
Il est le créateur d'une œuvre faite de toiles, eaux-fortes, décalcomanies, jeux graphiques, cartons découpés, correspondances, costumes, écrits, médailles, photographies, rébus, mobilier, pour l'essentiel conservée au musée national d'Art moderne de Paris.
La collection Peggy Guggenheim à Venise conserve ses Profils de Mémoire.

## Postérité
Le Fonds Marcel Jean est conservé à Paris à la bibliothèque Kandinsky du Centre Pompidou.

## Publications
- André et Marcel Jean, Drug store, (avec quatre dessins de Marcel Jean), Paris, Albert Delayance, 1929
- André  Jean, Marcel  Jean et Roger Lacourière (dir.), Mourir pour la patrie : 24 dessins, Paris, Cahiers d'art, 1936, 55 p. (BNF 40361795)
- Mnésiques. Essai avec trois dessins de l’auteur, Budapest, Éditions Hungária, 1942
- Avec Mezei Árpád (hu), Les Chants de Maldoror : essai sur Lautréamont et son œuvre, suivi de notes et de pièces justificatives, Paris, Le Pavois, coll. « Le Chemin de la vie », 1947, 221 p. (OCLC 20680477, BNF 37399571)
- Lautréamont, Œuvres complètes : commentées par Marcel Jean et Árpád Mezei, Paris, Éric Losfeld, 1971, 416 p. (OCLC 463515954, BNF 35437551).
- Avec Mezei Árpád (hu), Histoire de la peinture surréaliste, Paris, Seuil, 1959, 384 p. (OCLC 186502059, BNF 33056089)  — Édition anglaise en 1960 par George Weidenfeld et Nicolson puis américaine (New-York, Grove Press Inc., 1967 ; archives pers.)[6].
- Au galop dans le vent, Paris, J.-P. de Monza, coll. « Art vif », 1991, 224 p. (ISBN 2-908-07106-1 et 978-2-908-07106-1, OCLC 25412792, BNF 35460227)  — Autobiographie.
- Avec Mezei Árpád (hu) (préf. Henri Béhar), Genèse de la pensée moderne, Lausanne, éditions L'Âge d'Homme, coll. « Bibliothèque Mélusine », 2001 (1re éd. Paris, Corréa, 1950 (BNF 32447647)), 229 p. (ISBN 2-825-11443-X et 978-2-825-11443-8, OCLC 248692556, BNF 37688570)  — Essai rédigé entre 1947 et 1949.

## Médaille

Médaille de vœux 1983
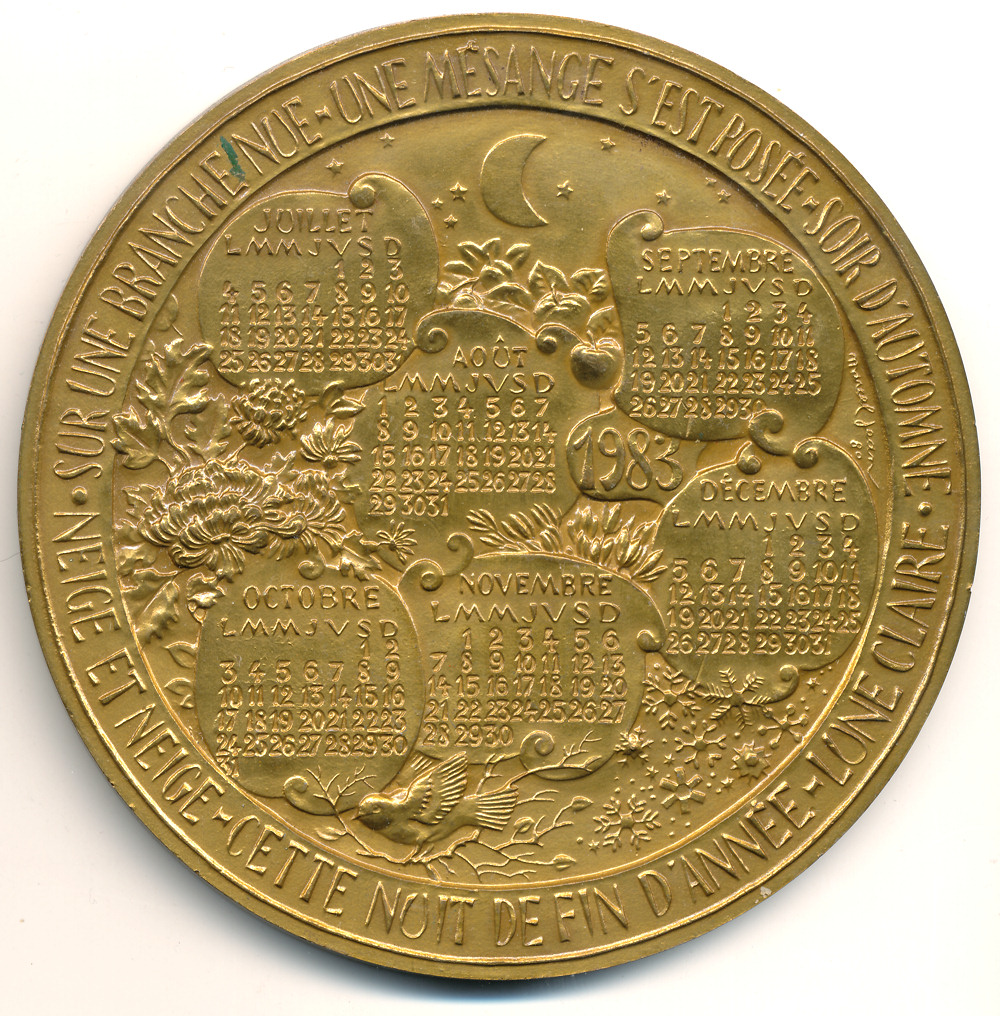
Avers[7].
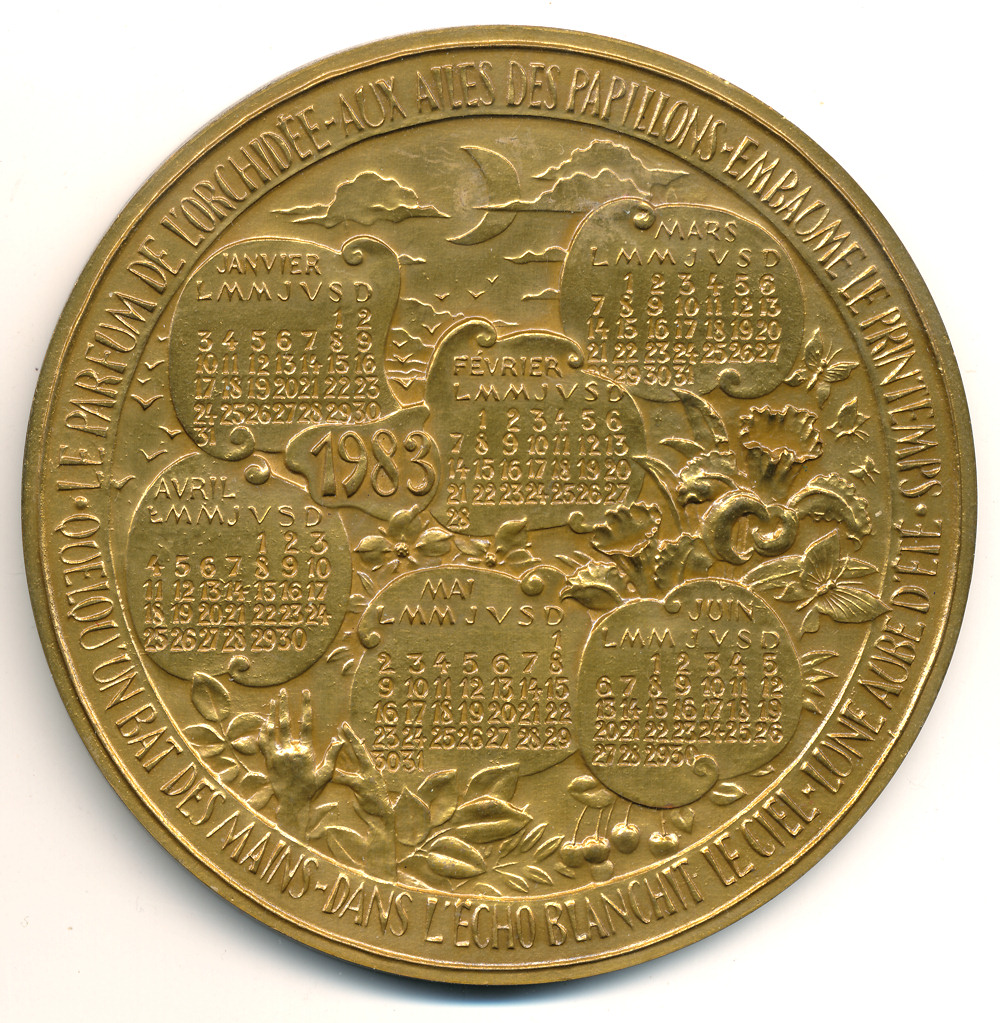
Revers[7].